# 学校職員
学校職員（がっこうしょくいん、英: school staff）は、学校におかれる職員のことである。

## 概要
学校に所属する教員を含めたすべての職員を指すときが一般的であり、他に、教員を含まず事務職員や技術職員などのみを指すときがある。特に教員が含まれることを明示したい場合は、教職員という用語を使うこともある。また、教育に携わる職員は、一般的に教育職員と称されるが、法律によって範囲が規定される場合がある。
学校職員のうち、特に教員以外の職種、職階の区分方法は、各学校の設置者や各学校によって異なり、さまざまな類型が存在する。
法令に規定されていない職種は、各学校の設置者、各学校が独自に設けるか、または、事務職員、技術職員の職階として位置づけられる。そのため、これらの職名を意識する立場に関わっていなければ、その職名の存在を知らない場合がある。

## 日本

### 学校における働き方改革（教員の働き方改革）
2014年（平成26年）のOECD国際教員指導環境調査（TALIS）では日本の教員の1週間当たりの勤務時間は参加国中最長となっている。2017年（平成29年）の文部科学調査では小中学校教諭の勤務時間が厚労省の過労死基準を上回っていた。これは同調査の10年前比較しても増加している。このため学校における働き方改革として、教職員の働き方と学校業務の在り方を検討した中央教育審議会の答申が2019年（平成31年）1月に答申が取りまとめられた。それを受け、文部科学省は、学校における働き方改革の取組を進め、各自治体でも計画が策定されている。この計画は「教員の働き方改革」「教職員の働き方改革」の計画などと名付けられている。
1971年（昭和46年）制定の「公立の義務教育諸学校等の教育職員の給与等に関する特別措置法」に基づき、公立学校の教員に給料月額の4％に相当する教職調整額が支給されている代わりに、時間外勤務手当及び休日給が支給されないため、事実上教職員の勤務時間管理がなされてこなかったことも歯止めなき長時間労働の一因となっている。

#### 現状
OECD国際教員指導環境調査（TALIS）でも2014年（平成26年）6月に公表された第2回調査の結果で、日本の教員の１週間当たりの勤務時間は参加国中最長であった。また、2017年（平成29年）4月、文部科学省は、「教員勤務実態調査（平成28年度）の集計（速報値）について」を公表したが、小学校教諭の約3割、中学校教諭の約6割は、1週間当たりの勤務時間が、厚生労働省が過労死の労災認定基準として定める「1か月当たり80時間以上の時間外労働」に相当する60時間以上に上っていることが明らかになった。増加主要因は、若手教師の増加、総授業時間数の増加、中学校における部活動指導時間の増加と分析されている。
これらのことから、2017年（平成29年）6月閣議決定の「経済財政運営と改革の基本方針2017」（骨太の方針）では、教員の適正な勤務時間管理の実施や業務の効率化などに触れ、長時間勤務の状況を早急に是正することとし、年末までに緊急対策を取りまとめるとした。
なお教職員の長時間労働の根本的な原因には、「公立の義務教育諸学校等の教育職員の給与等に関する特別措置法」で時間外労働が「自主的な活動」とされている点が指摘されている。この法に基づき公立学校の教員には、時間外勤務手当及び休日給が支給されない代わりに、給料月額の4％に相当する教職調整額が支給されている。

#### 国の動き
2017年（平成29年）4月、中央教育審議会に「学校における働き方改革特別部会」（以下、部会）が設置され、8月に次を要旨とした緊急提言を出している。
①校長及び教育委員会は、学校において「勤務時間」を意識した働き方を進めること
②すべての教育関係者が、学校・教職員の業務改善の取り組みを強く推進していくこと
③国として、持続可能な勤務環境整備のための支援を充実させること
2017年（平成29年）12月は「中間まとめ」を発表した。それを受けて、文部科学省では「緊急対策」を取りまとめ、業務の役割分担・適正化に向けた方策などとともに、それらの実施に向け、スクール・サポート・スタッフや中学校での部活動指導員といった人的支援、学校給食費の徴収や管理業務の改善を含む2018年度予算案を示した。
2018年（平成30年）2月、「中間まとめ」や「緊急対策」を踏まえた取り組みを徹底するよう、各都道府県と指定都市の教育長宛に通知が発出されている。また、同年3月には、スポーツ庁から「運動部活動の在り方に関する総合的なガイドライン」が出されている。

#### 改革内容
国は、指針として学校現場でのICTやタイムカードなどにより客観的に把握する。文部科学省の作成した上限ガイドライン（月45時間、年360時間等）の実効性を高めることが重要であり、文部科学省は、その根拠を法令上規定するなどの工夫を図り、学校現場で確実に遵守されるように取り組むべきとされた。労働安全衛生法に義務付けられた労働安全衛生管理体制の整備や教職員一人一人の働き方に関する意識改計画を掲げている。
また、学校及び教師が担う業務の明確化・適正化を掲げ、夏休み期間のプール指導、勝利至上主義の早朝練習の指導、内発的な研究意欲がない形式的な研究指定校としての業務、運動会等の過剰な準備など、学校の伝統として続いているが、必ずしも適切といえない又は本来は家庭や地域社会が担うべき業務を大胆に削減すべきとしている。
〇教職員及び専門スタッフ等、学校指導・運営体制の効果的な強化・充実として、事務職員の充実、スクールカウンセラーの全公立小中学校配置及びスクールソーシャルワーカーの全中学校区配置並びに課題を抱える学校への重点配置。部活動指導員の配置促進、授業準備や学習評価等の補助業務を担うサポートスタッフ、理科の観察実験補助員の配置促進、スクールロイヤーの活用促進が提案されている。東京都港区では2007年（平成19年）に、大阪府では、2013年（平成25年）にスクールロイヤーを導入し、学校トラブルの解決を図っている。野田市の児童虐待で女児が死亡した事例では、父の暴力を相談した女児のアンケート回答を父に恫喝されて教育委員会の担当者が渡すなど不適切な対応が明らかになってなり、スクールロイヤーの配置を決めた。虐待問題に関しては、兵庫県三木市では、父親から虐待された女児の保護をめぐり、兵庫県三木市立小学校の校長（当時）や市議が、保護にあたった養護教諭のことを父親に漏らしたため嫌がらせを受け休職を余儀なくされ、後に養護教諭が自殺した事件が起こっている。
〇勤務時間管理の適正化や業務改善・効率化への支援として、次の点が問題視されている。登下校の対応などについて地域人材の協力体制整備が不十分、都道府県単位で共通の校務支援システムの導入が必要、業務改善方針等の策定や学校宛ての調査・照会の精選などについて市区町村での取組が不十分、部活動数の適正化や地域クラブとの連携が一層必要、学校給食費や学校徴収金の公会計化が不十分であることの改善が求められている。この対策として、東京都練馬区では2019年度予算において、全国初として、保護者への精算金返金の迅速化を図る学校徴収金管理システムを運用開始する。学校徴収金のうち多額を占める修学旅行費については、旅行会社による教育旅行積立を活用して学校徴収の負担を減らす動きもある。

## イギリス
イギリスでは、私立学校はもちろん、公立学校においても伝統的に教職員の配置、呼称などは個々の学校の決定事項であり、必ずしも統一されていない。イングランドの公立学校の場合、法令によって呼称や職務内容などが定められている教職員は、「校長（Headteacher）、副校長（Deputy Headtecher）、校長補佐（Assistant Headteacher）、一般教員（classroom teacher）」だけである。また、統計上の区分は、2011年の時点では、教員（teacher）、補助教員（teaching assistants）、その他の学校職員（other support staff）、補助職員（auxiliary staff）、上記以外の学校職員（third party support staff）、2015年の時点では、常勤教員（regular teachers）、常勤補助教員（regular teaching assistants）、（教員以外の）常勤職員（regular other support staff）、補助職員（auxiliary staff）などとされている。
学校事務は、伝統的には教員によって担われてきたが、1997年に労働党政権が成立して以降、教員の事務負担を軽減する方策として「支援スタッフ（support staff）」と称される事務職員などが段階的に拡充されてきた。イングランドの公立学校における教員を除いた職員の数は、1997年に134,000人であったが、2009年には346,000人と、大きく増加した。ここでいう職員数には、秘書及び事務職員、会計及び財務担当職員、技術者、メンター及び看護、医療系職員、保育職員、教育系補助職員などが含まれている。また、これとは別の観点から職員の職員の業務を、学習支援（Learning Support Staff）、事務職員（Administrative Staff）、福祉及び児童生徒支援（Welfare and pupil support）、専門・技術職員（Specialist and Technical Staff）、現業職員（Site Staff）と区分することもある。